# Лаптев, Николай Васильевич
Николай Васильевич Лаптев (24 декабря 1909 год [6 января 1910 год], Тамбовская губерния — 5 июля 1976, Челябинск) — советский хозяйственный, государственный и политический деятель.

## Биография
Родился в 1909 году в селе Вознесенский Завод Тамбовской губернии. Окончил Кулебакский индустриальный техникум (1931) по специальности «техник-сталеплавильщик»; 2 курс Днепропетровского металлургического института (1936). Член ВКП(б) с 1929 года.
В 1929—1931 гг. — на Кулебакском металлургическом заводе (г. Кулебаки Нижегородской области); в 1933—1938 гг. — на Орджоникидзевском металлургическом заводе (теперь город Енакиево Донецкой области): сталевар, мастер, начальник смены мартеновского цеха; в 1938—1940 гг. — секретарь Орджоникидзевского горкома КП(б) Украины; в 1941—1949 гг. — в аппарате ЦК ВКП(б). В 1949 году окончил Высшую партийную школу при ЦК ВКП(б). В 1949—1950 г. — второй, с мая 1950 первый секретарь Челябинского горкома ВКП(б); с сентября 1952 г. — второй; с октября 1952 по 1961 гг. — первый секретарь Челябинского обкома КПСС.
С 1961 года на пенсии по состоянию здоровья.
Избирался депутатом Верховного Совета РСФСР 3-го созыва, Верховного Совета СССР 4-го и 5-го созывов.
Умер в Челябинске в 1976 году.